# Чемпионат Европы по лёгкой атлетике в помещении 1981 — бег на 1500 метров (женщины)
Соревнования по бегу на 1500 метров у женщин на чемпионате Европы по лёгкой атлетике в помещении в Гренобле прошли 22 февраля 1981 года во Дворце спорта.
Действующей зимней чемпионкой Европы в беге на 1500 метров являлась Тамара Коба из СССР.

## Рекорды
До начала соревнований действующими были следующие рекорды в помещении.
| Высшее мировое достижение        | Мэри Деккер (США)           | 4.00,8 | Нью-Йорк, США     | 8 февраля 1980  |
| Рекорд Европы                    | Наталья Мэрэшеску (Румыния) | 4.03,0 | Будапешт, Венгрия | 10 февраля 1979 |
| Рекорд чемпионатов Европы        | Наталья Мэрэшеску (Румыния) | 4.03,5 | Вена, Австрия     | 25 февраля 1979 |
| Лучший результат сезона в мире   | Тамара Сорокина (СССР)      | 4.09,6 | Минск, СССР       | 8 февраля 1981  |
| Лучший результат сезона в Европе | Тамара Сорокина (СССР)      | 4.09,6 | Минск, СССР       | 8 февраля 1981  |

## Расписание
| Дата            | Раунд соревнований |
| --------------- | ------------------ |
| 22 февраля 1981 | Финал              |

Время местное (UTC+2)

## Медалисты
| Золото                 | Серебро                | Бронза             |
| Агнезе Поссамаи Италия | Валентина Ильиных СССР | Любовь Смолка СССР |

## Результаты
Обозначения: WB — Высшее мировое достижение | ER — Рекорд Европы | CR — Рекорд чемпионатов Европы | NR — Национальный рекорд | WL — Лучший результат сезона в мире | EL — Лучший результат сезона в Европе | PB — Личный рекорд | SB — Лучший результат в сезоне | DNS — Не стартовала | DNF — Не финишировала | DQ — Дисквалифицирована

Финал в беге на 1500 метров у женщин состоялся 22 февраля 1981 года. На старт вышли 7 спортсменок. Агнезе Поссамаи из Италии одержала победу с новым национальным рекордом. 
| Место | Атлет             | Гражданство    | Результат | Примечания |
| ----- | ----------------- | -------------- | --------- | ---------- |
| 1     | Агнезе Поссамаи   | Италия         | 4:07.49   | NR         |
| 2     | Валентина Ильиных | СССР           | 4:08.17   | PB         |
| 3     | Любовь Смолка     | СССР           | 4:08.64   |            |
| 4     | Ваня Господинова  | Болгария       | 4:10.13   | PB         |
| 5     | Дорте Расмуссен   | Дания          | 4:16.50   | PB         |
| 6     | Джиллиан Дейнти   | Великобритания | 4:25.34   |            |
| 7 !   | Жоэль Дебрувер    | Франция        | DNF       |            |